# Logooli (langue)
Pour les articles homonymes, voir Ragoli.
Le logooli, lulogooli, ou ragoli, est une langue bantoue parlée par les Maragoli (en) au Kenya.